# Prinzessin Rosette

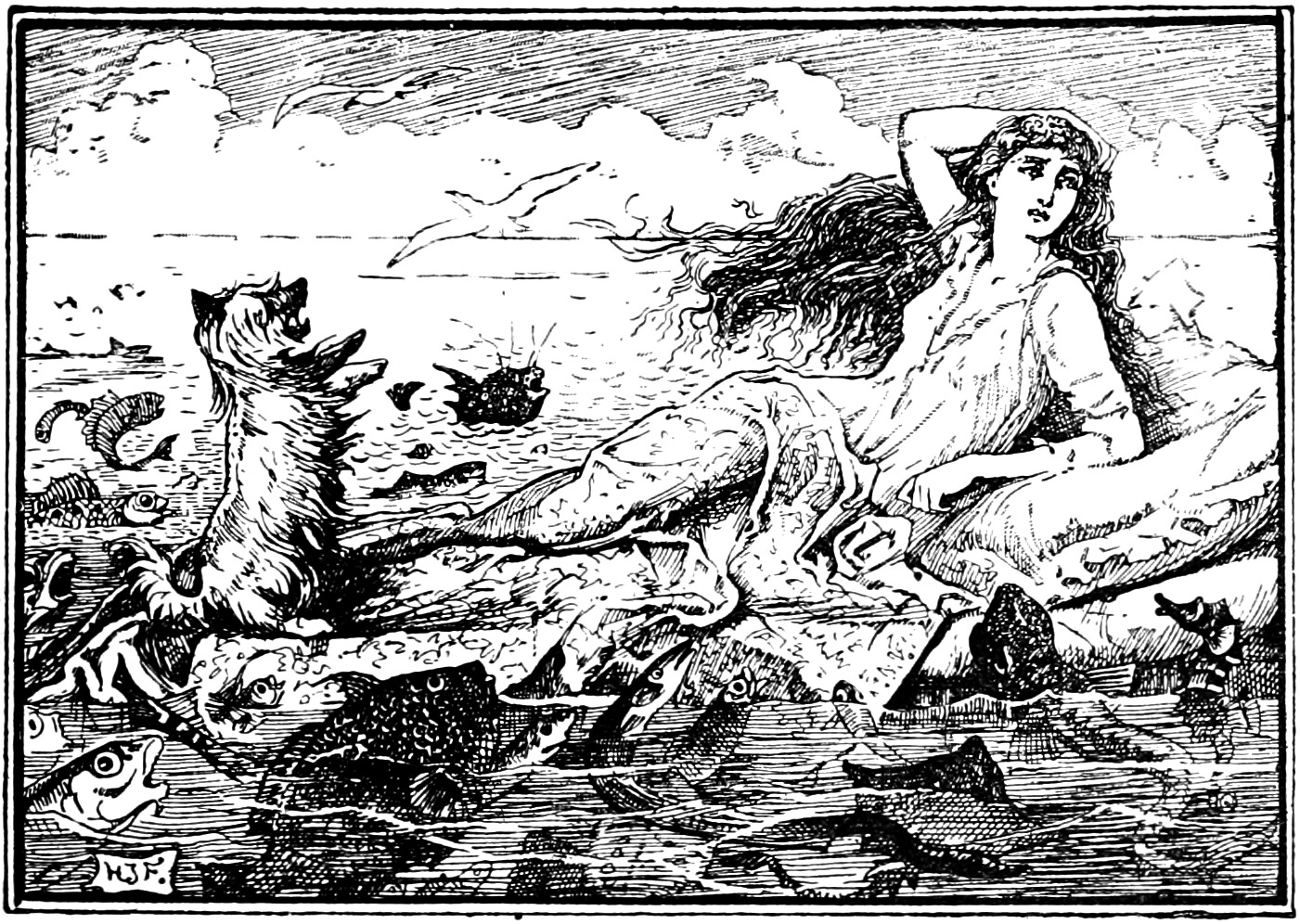
Illustration von Henry Justice Ford, 1890

Prinzessin Rosette (La Princesse Rosette, auch „Prinzessin Röschen“) ist ein Feenmärchen (ATU 403 A) von Marie-Catherine d’Aulnoy und erschien 1697 in Les Contes des Fées.

## Inhalt
Prinzessin Rosette wird geboren. Die Feen weissagen, ihre zwei älteren Brüder würden einst für sie sterben. Auf Rat eines Einsiedlers sperren die Eltern Rosette in einen Turm. Nach dem Tod der Eltern wird ihr Bruder König und sie darf heraus. Ein Pfau gefällt ihr so, sie will nur den König der Pfauen heiraten. Die Brüder reisen weit, ein Maikäfer sagt ihnen den Weg, und zeigen dem König der Pfauen Rosettes Bild. Der will sie haben, wenn sie wirklich so schön ist, sonst sollen die Brüder sterben, die als Geiseln bleiben. Rosette freut sich über die Nachricht, kommt zu Schiff mit ihrer Amme, deren Tochter und ihrem Hund Wedelschweif (Fretillon). Die Amme besticht den Schiffer, wirft Rosette nachts ins Meer und kleidet ihre Tochter als Prinzessin. Die ist aber so hässlich, der König sperrt alle ein, lässt die Brüder zum Tode verurteilen. Rosette treibt mit Wedelschweif auf ihrem Bett aus Phönixfedern, die nicht sinken, zwei Tage im Meer. Ein Greis am Ufer nimmt sie auf. Da sie glaubt, der König habe sie ertränken lassen, schickt sie nur Wedelschweif Essen holen. Es gehört dem König, der so drei Tage hungern muss, bis sein Vertrauter den Hund bemerkt. Er will die Diebe mit den Brüdern hängen lassen. Aber Rosette weint und der Greis erzählt alles. Die Betrüger erhalten Gnade, der Greis reichen Lohn. Der König heiratet Rosette, alle sind froh.

## Bemerkungen
Der Herausgeber der Dausien-Ausgabe zählt Prinzessin Rosette mit Der Prinz Kobold, Der goldene Zweig, Das gute Mäuschen, Finette, Babiole, Der gelbe Zwerg zu den Märchen Aulnoys, die sich weiter von der Volksüberlieferung entfernen.
Der Anfang erinnert heute an Dornröschen. „Rosette“ heißt „Röschen“. Der Vater will sie nicht heiraten lassen, der Bruder drängt darauf. Sie zeigt sich anspruchsvoll, gutherzig und naiv. Pfaue gab es in Schlossparks. Die Fernliebe zum Bild der Schönen erscheint bei Aulnoy wiederholt im Kontext höfischen Werbens, siehe Der Prinz Kobold, und auch anderswo (siehe Grimms KHM 6 Der treue Johannes). Dass Phönixfedern nicht untergehen, ist vielleicht d’Aulnoys eigene Idee.
Walter Scherf sieht beim Bettensturz barocke Theatermechanik wirksam. Ein Pfauenthron stand in Indien. Das Märchen sei sowohl auf Französisch, als auch in Friedrich Justin Bertuchs deutscher Übersetzung in hochbürgerlichen Kreisen vermutlich beliebt gewesen. Es streift mehrere Märchentypen: Erst Schicksalskünderinnen wie in AaTh 410 (Dornröschen), ein Schutzturm wie in AaTh 870 (Jungfrau Maleen) oder, für Aulnoy nächstliegender, AaTh 310 (Rapunzel, Die weiße Katze), dann ein Tierschwager wie in AaTh 522 A (Die Kristallkugel, Die drei Schwestern), schließlich AaTh 403 A (Die weiße und die schwarze Braut). Die Hütte am Meer sei eine Art Zwischen-Zuhause, wie in manchen Varianten zu AaTh 533 (Die Gänsemagd).
Die Handlung entspricht ab der Schifffahrt dem Märchentyp von der untergeschobenen Braut (ATU 403), wie Giambattista Basiles Die beiden kleinen Kuchen, Grimms Die weiße und die schwarze Braut, wo Aulnoys Rosette auch in der Anmerkung genannt wird. So ein Hündchen hat auch Aulnoys Die weiße Katze, oder auch Wielands Nadir und Nadine (in Dschinnistan). Besonders ähnlich ist Ludwig Bechsteins Zitterinchen.